# ベンザチン
ベンザチン（Benzathine）は、ベンザチンフェノキシメチルペニシリンやベンザチンベンジルペニシリンなどの一部の医薬品の成分として使用されるジアミン。ペニシリンと不溶性塩を形成し、代謝や分解を遅らせることで安定させ、組織に注入されたときにその滞在を延長し、徐放化による持続性製剤としてはたらく。